# 罗曼·罗兰
罗曼·罗兰（法語：Romain Rolland；1866年1月29日—1944年12月30日），20世纪法国作家、音乐评论家，1915年度的诺贝尔文学奖得主。

## 生平

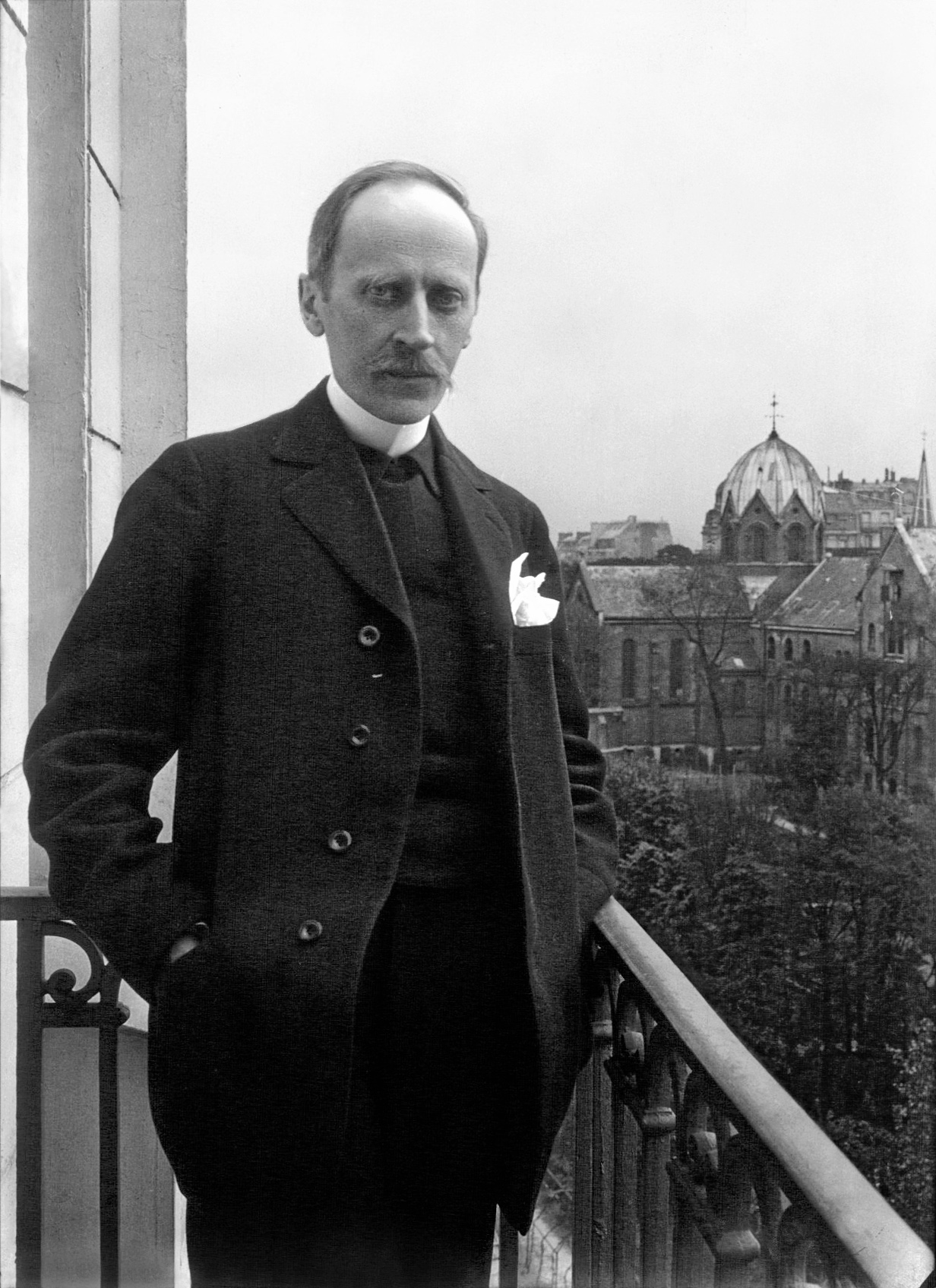
1914年，站在自家阳台上的罗曼·罗兰

1867年出生于法国中部的克拉姆西，1880年全家遷至巴黎。他于1889年毕业于巴黎高等师范学院史学系，不久来到罗马读研究生。从罗马回来后，在巴黎大学教艺术史，从此开始了写作，从1898年开始发表作品。
1914年，第一次世界大战爆发，罗兰定居在日内瓦，他利用瑞士的中立国环境，写出了一篇篇反战文章，他的立场受到了德国作家托马斯·曼等人的指责，但他没有屈服。1915年，获得了該年的诺贝尔文学奖，但由于法国政府的反对，结果拖到第二年的11月15日，瑞典文学院才正式通知他这一决定。罗兰将奖金全部赠送给国际红十字会和法国难民组织。
1917年，俄国十月革命爆发，罗兰与法朗士及巴比塞等著名作家一起反对欧洲帝国主义国家的干涉行动，他公开宣称：“我不是布尔什维克，而我认为布尔什维克的领袖是伟大的马克思主义雅各宾派，他们正在从事宏伟的社会实验。”
1935年6月，罗兰应高尔基的邀请访问了苏联，并与斯大林见面。1937年9月，罗兰在故乡克拉梅西小镇附近购买了一座房子，隔年五月底从瑞士返回故乡定居。1940年，德军占领巴黎，罗兰本人被法西斯严密监视。1944年8月，纳粹败退，巴黎解放，罗兰重獲自由。
1944年12月30日，罗曼·罗兰在韦兹莱去世，享年78岁。

## 创作
- 1898年开始发表作品。罗兰的初期创作活动集中于历史剧的创作。

- 进入20世纪，他连续写下了3部他心目中“英雄”传记：《贝多芬传》（Vie de Beethoven，1903年），《米开朗琪罗传》（Vie de Michel-Ange，1906年），《托尔斯泰传》（La Vie de Tolstoï，1911年）。

- 1904年到1912年，他创作了标志着它艺术和思想发展里程碑的十卷本长篇小说《约翰·克利斯朵夫》，描写一个人的奋斗，来对抗现实社会一系列矛盾冲突。

- 1920年小说《皮埃尔和露丝》（Pierre et Luce）。

- 1923年到1933年，他完成了长达100万字的长篇小说《母与子》。

### 诺贝尔文学奖
罗兰獲诺贝尔文学奖的致詞摘句：“文学作品中的高尚理想和他在描绘各种不同类型人物时所具有的同情和对真理的热爱 。”

### 出版著作
- 《米开朗琪罗传》(法)罗曼·罗兰著 ; 蔡平等译  团结出版社, 2003 ISBN 7-80130-699-6
- 《贝多芬传》(法)罗曼·罗兰 北京广播学院出版社, 2002 ISBN 7-81085-035-0
- 《甘地传》(法)罗曼·罗兰 北京广播学院出版社, 2002 ISBN 7-81085-033-4
- 《约翰·克利斯朵夫》(法)罗曼·罗兰著 樊成华等译 中国戏剧出版社, 2002 ISBN 7-104-01759-3
- 《母与子》(法)罗曼·罗兰著 李爱梅，程永然译  延边人民出版社, 2001 ISBN 7-80648-584-8
- 《名人传》(法)罗曼·罗兰著 傅雷译  译林出版社  ISBN 7-80657-093-4
- 《亨德尔传》(法)罗曼·罗兰著 汝峥，李红译 安徽文艺出版社, 2000 ISBN 7-5396-1969-4
- 《罗曼·罗兰音乐之旅》(法)罗曼·罗兰著 孟洁冰译 豆瓣电子书 https://read.douban.com/ebook/1300512/ （页面存档备份，存于）
- 《罗曼·罗兰音乐笔记》(法)罗曼·罗兰著 孟洁冰译 研究出版社， 2017 ISBN 978-7-80168-991-7

## 作品的中譯
- 陳作樑/譯，《甘地》，上海市：商務印書館，1933年。
- 賀之才/譯，《七月十四日》，上海市：商務印書館，1939年。
- 賀之才/譯，《哀爾帝》，出版地不詳：世界書局，1947年。
- 賀之才/譯，《理智之勝利》，上海：世界書局，1947年。
- 賀之才/譯，《七月十四日》，台北市：商務印書館，1965年、1976年。
- 傅雷/譯，《約翰‧克利斯朵夫》，上海：駱駝出版，1947年。
- 傅雷/譯，《托爾斯泰傳》，上海：商務印書館，1950年。
- 傅雷/譯，《約翰‧克利斯朵夫》，上海：平明出版，1953年。
- 宗侃/譯，《貝多芬傳》，台北：新興書局，1956年。
- 季文/譯，《托爾斯泰傳》，台北市：鸚鵡譯粹社，1958年。
- 台灣啟明書局編譯所/譯，《愛與死之角逐》，台北市：啟明書局，1958年。
- 宗佛/譯，《貝多芬傳》，台北市：新興，1960年。
- 品美/譯，《貝多芬傳》，台北市：天人，1964年。
- 白華之/譯，《近代音樂家評傳》，台北市：樂友書房，1965年。
- 米星如、謝頌羔/同譯，《甘地奮鬥史》，台北市：學生書局，1968年。
- 陸琪/譯，《盧騷傳》，台北市：志文，1968年。
- 莫野/譯，《巨人三傳》，台北市：文化，1970年初版。(往後幾年有幾次再版)
- 傅雷/譯，《托爾斯泰傳》，台北市：台灣商務，1971年。
- 白燁之/譯，《近代音樂家評傳》，台北市：樂友書局，1971年。
- 馮作民/譯，《偉人藝術家的生涯》，台北市：世界文物供應社，1972年。
- 何雲/譯，《貝多芬傳》，台北市：西南，1975年。
- 張太明/新譯，《克利斯多夫》，台北市：正文，1976年。
- 何君麗、執謙/同譯，《米勒傳》，台北縣新莊鎮：田原，1976年。
- 偉文圖書出版社/譯，《樂聖‧貝多芬》，台北市：偉文，1979年。
- 喜美出版社/輯，《約翰克利斯朵夫》，台北市：喜樂，1980年。
- 陳實、黃秋耘/譯，《搏鬥》，廣州市：花城出版社，1980年。
- 冷杉、代紅/譯，《羅曼羅蘭音樂散文集》，北京市：中國文聯出版社，1983年。
- 吳達志/譯，《米萊傳》，北京市：人民美術出版社，1985年。
- 遠景編輯部/編，《約翰‧克利斯朵夫》，台北市：遠景，1986年第3版。
- 劉震田/譯，《托爾斯泰：上帝的眼睛》，台北市：北辰，1987年。
- 鄭清茂/編譯，《愛情與生活》，台北市：純文學，1988年。
- 傅雷/譯，《彌蓋朗琪羅傳》，北京市：商務印書館，1994年。
- 陳原/譯，《柏遼茲：十九世紀的音樂”鬼才”》，香港：三聯，1994年。
- 陳原/譯，《柏遼茲：十九世紀的音樂”鬼才”》，北京市：三聯，1998年。
- 傅雷/譯，《貝多芬傳》，台北市：世界文物，1996年。
- 傅雷/譯，《巨人三傳》，合肥市：安徽文藝出版，1998年。
- 夏伯銘/譯，《莫斯科日記》，台北市：台灣商務，1998年。
- 傅雷/譯，《名人傳》，南京市：譯林出版社，2000年。
- 雲路/編著，《用戀愛的心情面對人生：羅曼羅蘭的生活美學》，基隆市：亞細亞出版，2000年。
- 許淵沖/譯，《約翰·克里斯托夫》，北京市：北京燕山出版社，2000年。
- 諾貝爾文學編譯委員會/譯，《荊棘叢中花盛開：羅曼羅蘭作品選》，台北市：環華館，2001年。
- 不著譯者，《甜蜜的滋味》，台北縣汐止市：晨曦出版，2001年。
- 陳慧玲/譯，《約翰克利斯朵夫》，台南市：新世紀，2001年。
- 梁宗岱/譯，《歌德與貝多芬》，桂林：廣西師範大學，2002年。
- 袁俊生/譯，《莫斯科日記》，桂林市：廣西師範大學，2003年。
- 梁祥美/譯，《約翰‧克利斯多夫》，台北市：志文，2004年。
- 金鏗然/譯，《內心旅程》，上海市：上海遠東，2004年。
- 冷杉、楊立新/譯，《米勒傳》，濟南市：山東畫報出版社，2005年。
- 袁俊生、汪秀華/譯，《約翰‧克里斯朵夫》，台北市：商周出版，2006年。
- 羅曼羅蘭/原著，連城紀彥/編譯，《用戀愛的心情面對人生》，台北市：今天出版，2006年。
- 陳筱卿/譯，《三大師傳》，北京市：華夏出版社，2008年。
- 曲英姿/譯，《世界上最美麗的80道風景》，北京市：機械工業，2009年。

## 羅曼羅蘭的傳記
- 威爾遜等人/著，哥倫/譯，《羅曼羅蘭傳》，台北市：正文，1968年再版。
- 林致平/譯，《羅曼羅蘭生平及其代表作》，台北市：五洲，1964年初版、1976年再版。
- 威爾遜‧羅蘭/著，文祥書局編輯部/譯，《羅曼羅蘭傳》，台南市：祥一出版，1992年。
- 錢林森/編譯，《羅曼‧羅蘭自傳》，南京市：江蘇文藝出版社，2001年。

## 與羅曼‧羅蘭有關的著作及研究
- 林鬱/主編，《羅曼‧羅蘭格言集》，台北市：智慧大學，2005年。
- 孫梁/譯，《羅曼‧羅蘭文鈔》，桂林市：廣西師範大學，2004年。
- 林鬱/主編，《羅曼羅蘭的智慧：羅曼羅蘭語錄》，台北市：新潮社，2001年。
- 紋綺/編，《羅曼‧羅蘭妙語錄》，蘭州市：廿肅人民，1988年。
- 羅曼羅蘭等人/著，《名家論翻譯與寫作》，台北市：文光出版社，1970年。